# Ithomia cesleria
Ithomia cesleria är en fjärilsart som beskrevs av William Chapman Hewitson 1854. Ithomia cesleria ingår i släktet Ithomia och familjen praktfjärilar. Inga underarter finns listade i Catalogue of Life.